# Ethelbert Nevin
Ethelbert Woodbridge Nevin (né le 25 novembre 1862 à  Edgeworth (en), en Pennsylvanie – mort à New Haven le 17 février 1901) est un pianiste et compositeur américain. Son jeune frère Arthur (en) et son cousin George Balch Nevin (en) étaient également compositeurs.

## Œuvres
Il a dédié sa 4e sonate pour piano Sonata Eroica op. 50 (1895) à William Mason.
Son œuvre la plus célèbre est la suite Water Scenes.
Œuvres pour piano
- Lilian Polka (1874)

- Op. 2 Sketchbook (1888)
  - 1 Gavotte
  - 3 Love Song
  - 5 Berceuse
  - 7 Serenata
  - 9 Valse Rhapsodie

- Op. 6 Three Duets (1890)
  - 1 Valse Caprice
  - 2 Country Dance
  - 3 Mazurka

- Op. 7 Four Compositions (1890)
  - 1 Valser Gentile
  - 2 Slumber Song
  - 3 Intermezzo
  - 4 Song of the Brook

- Op. 8 Melody and Habanera for Violin and Piano (1891)

- Op. 13 Water Scenes (1891)
  - 1 Dragon Fly
  - 2 Ophelia
  - 3 Water Nymph
  - 4 Narcissus
  - 5 Barcarolle

- Op. 16 In Arcady (1892)
  - 1 A Shepherd's Tale
  - 2 Shepherds All and Maidens Fair
  - 3 Lullabye
  - 4 Tournament

- Op. 18 Two Études (1892)
  - 1 In the Form of a Romance
  - 2 In the Form of a Scherzo

- Barcarolle for Violin and Piano (1893)

- La Guitare (1896)

- Op. 21 May in Tuscany (1896)
  - 1 Arlecchino
  - 2 Notturno
  - 3 Barchetta
  - 4 Misericordia
  - 5 Il Rusignuolo
  - 6 La Pastorella

- Op. 25 A Day in Venice (1898)
  - 1 Alba
  - 2 Gondolieri
  - 3 Canzone amorosa
  - 4 Buona Notte

- Op. 30 En Passant (1899)
  - 1 A Fontainebleau
  - 2 In Dreamland
  - 3 Napoli
  - 4 At Home

- O'er Hill and Dale (1902)
  - 1 'Twas a Lover and His Lass
  - 2 The Thrush
  - 3 Love Is A-Straying, Ever Since Maying
  - 4 The Lark Is on the Wing

## Galerie photographique

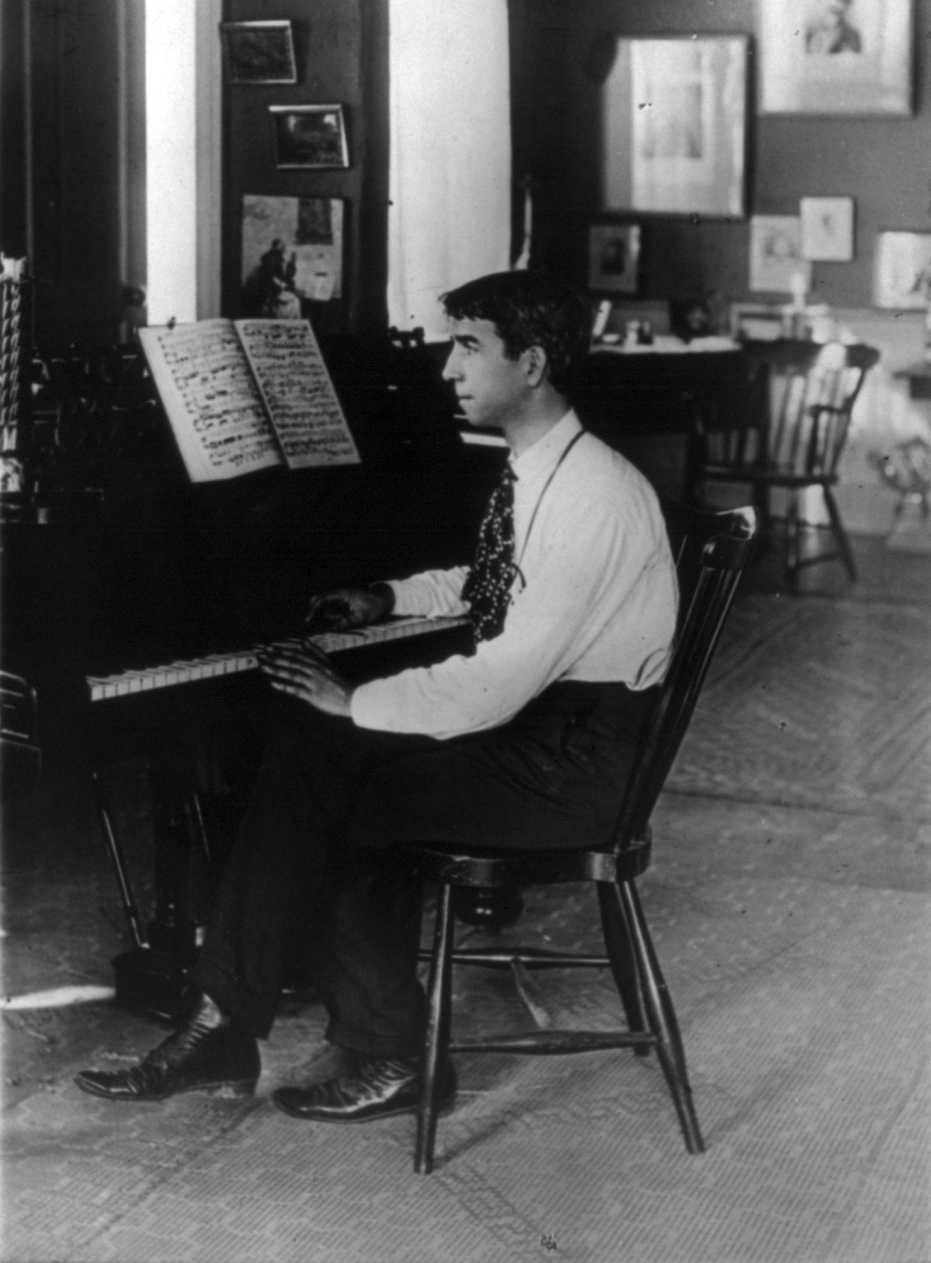
Ethelbert Nevin au piano
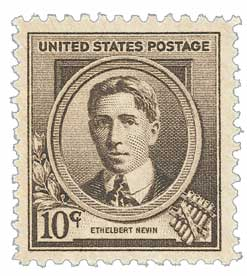
Timbre de 10 cents à l’effigie d’Ethelbert Nevin, datant de 1940

## Source
- (en) Cet article est partiellement ou en totalité issu de l’article de Wikipédia en anglais intitulé « Ethelbert Nevin » (voir la liste des auteurs).